# Jan z Wierzbna (zm. 1319–1324)
Jan z Wierzbna (zm. 1319–1324) – kanonik i dziekan wrocławski, z rodu panów z Wierzbnej.
Był drugim z trzech synów Jana, kasztelana ryczyńskiego i wrocławskiego; bratem Stefana i Henryka.
Początkowo w dokumentach występuje jako osoba świecka; po raz pierwszy jako kanonik wrocławski pojawia się na dokumencie z 31 sierpnia 1290 roku wraz ze swoim bratem Henrykiem. Gdy ten ostatni został biskupem wrocławskim w 1302 roku, kariera kościelna Jana uległa przyspieszeniu i w 1307 roku został dziekanem wrocławskim.
Jan po raz ostatni pojawia się w źródłach w marcu 1319 roku. Jako zmarły został po raz pierwszy określony 19 grudnia 1324 roku.